# PCI-SIG
PCI-SIG(Peripheral Component Interconnect Special Interest Group)는 PCI(Peripheral Component Interconnect), PCI-X 및 PCI 익스프레스(PCIe) 컴퓨터 버스 지정을 담당하는 전자 산업 컨소시엄이다. 오리건주 비비턴에 본사를 두고 있다. PCI-SIG는 이름이 유사하고 인접 초점을 맞춘 PCI 산업용 컴퓨터 제조업체 그룹과 다르다.
PCI, PCI-X 및 PCI 익스프레스 사양을 생산했다.
2022년 기준 PCI-SIG 이사회에는 AMD, ARM, 델 EMC, IBM, 인텔, 시높시스, 키사이트, 엔비디아 및 퀄컴이 대표하고 있다. PCI-SIG의 회장 겸 회장은 IBM의 "뛰어난 엔지니어"인 Al 예인스(AI Yanes)이다. PCI-SIG의 전무 이사는 VTM 그룹의 회장인 리엔 프레스넬(Reen Presnell)이다.